# Backhoppning vid europeiska spelen 2023
Backhoppning vid europeiska spelen 2023 avgjordes mellan 27 juni och 1 juli 2023 i Średnia Krokiew och Wielka Krokiew i Zakopane i Polen. Det var första upplagan av backhoppning i europeiska spelen.

## Medaljörer
| Gren                | Guld                                                                          | Guld  | Silver                                                                     | Silver | Brons                                                    | Brons |
| Normalbacke, herrar | Daniel Tschofenig (AUT)                                                       | 270,3 | Jan Hörl (AUT)                                                             | 262,7  | Gregor Deschwanden (SUI)                                 | 258,0 |
| Stor backe, herrar  | Dawid Kubacki (POL)                                                           | 279,1 | Jan Hörl (AUT)                                                             | 273,0  | Philipp Raimund (GER)                                    | 271,8 |
|                     |                                                                               |       |                                                                            |        |                                                          |       |
| Normalbacke, damer  | Jacqueline Seifriedsberger (AUT)                                              | 262,6 | Nika Prevc (SLO)                                                           | 262,3  | Marita Kramer (AUT)                                      | 242,6 |
| Stor backe, damer   | Nika Križnar (SLO)                                                            | 277,4 | Nika Prevc (SLO)                                                           | 248,2  | Selina Freitag (GER)                                     | 245,8 |
|                     |                                                                               |       |                                                                            |        |                                                          |       |
| Normalbacke, mixlag | Österrike Marita Kramer Jan Hörl Jacqueline Seifriedsberger Daniel Tschofenig | 939,3 | Norge Anna Odine Strøm Robert Johansson Eirin Maria Kvandal Marius Lindvik | 876,7  | Slovenien Nika Prevc Timi Zajc Nika Križnar Anže Lanišek | 872,0 |

## Medaljtabell
*   Värdland ( Polen)
| Nr                  | Nation              | Guld | Silver | Brons | Totalt |
| ------------------- | ------------------- | ---- | ------ | ----- | ------ |
| 1                   | Österrike           | 3    | 2      | 1     | 6      |
| 2                   | Slovenien           | 1    | 2      | 1     | 4      |
| 3                   | Polen*              | 1    | 0      | 0     | 1      |
| 4                   | Norge               | 0    | 1      | 0     | 1      |
| 5                   | Tyskland            | 0    | 0      | 2     | 2      |
| 6                   | Schweiz             | 0    | 0      | 1     | 1      |
| Totalt (6 nationer) | Totalt (6 nationer) | 5    | 5      | 5     | 15     |